# Tatai Antal
Antonius de Tata (XV. század) pálos szerzetes
Ha nevéből következtetni lehet, Tatáról származott, magyarországi pálos szerzetes volt. 1454-ben szerzete számára Breviariumot szerkesztett, melynek egy, a XVI. század elején nyomtatott csonka példánya a lepoglavai zárdából került a budapesti egyetem könyvtárába. Megvan ugyanitt az 1540-ben Velencében nyomtatott második kiadás is, amely azonban már javított és változtatott kiadás.